# Adelaide Johnson
Sarah Adeline (Adelaide) Johnson, född 26 september 1859 i Plymouth, Illinois, död 10 november 1955 i Washington, D.C., var en amerikansk skulptör och feminist.
Johnson, som beskrev feminismen som ”the mightiest thing in the evolution of humanity”, inriktade sig på att skapa skulpturer över kvinnorörelsens historia. Hennes utställning i kvinnopaviljongen på världsutställningen i Chicago 1893 innefattade skulpturer över Susan B. Anthony, Lucretia Mott och Elizabeth Cady Stanton.  Hennes skulptur 17 ton tunga skulptur The Woman Movement, utförd i vit carraramarmor, presenterades till nationen, på uppdrag av USA:s kvinnor, av National Woman's Party (som finansierat verket) på Susan B. Anthonys födelsedg, den 15 februari 1921. Den mottagning som gavs åt Johnson den dagen var den första någonsin som gavs åt en kvinna i Kapitolium. Skulpturen finns ännu kvar i Kapitoliums rotunda.

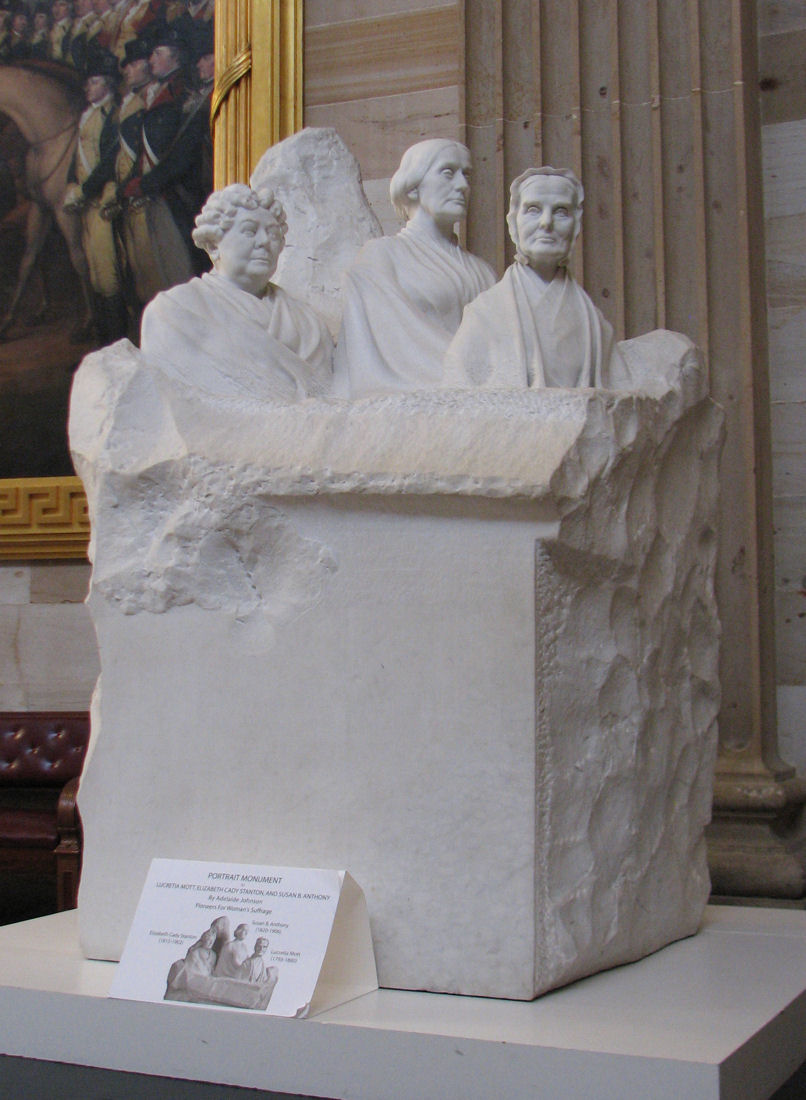
Skulpturen i Kapitolims rotunda.